# Acacia convallium
Acacia convallium é uma espécie de leguminosa do gênero Acacia, pertencente à família Fabaceae.